# With the Dead
With the Dead est un groupe de doom et stoner metal britannique. Il a été formé en 2014 par l'ancien chanteur et leader de Cathedral Lee Dorrian, et les anciens bassiste et batteur de Electric Wizard et Ramesses Tim Bagshaw et Mark Greening.

## Biographie
Après avoir sabordé[Quoi ?] Cathedral en 2013, Lee Dorrian s'associe à l'ancienne section rythmique de Electric Wizard et Ramesses pour fonder un nouveau groupe de doom metal. 
Le groupe ne fait connaître son existence qu'en août 2015, et sort son premier album homonyme le 16 octobre 2015 sur le label Rise Above Records,. En janvier 2016, en raison d'une mésentente avec Dorrian, Mark Greening est renvoyé, et remplacé par Alex Thomas (ex-Bolt Thrower). L'ancien bassiste de Cathedral et Firebird, Leo Smee, fait lui aussi son entrée dans le groupe. Du fait des activités parallèles de ses membres, le groupe ne donne que peu de concerts. En 2016, il joue cependant au Roadburn Festival, au Hellfest, et au Copenhell et est aussi programmé au Tuska Open Air et au Loud Park Festival.

## Membres

### Membres actuels
- Lee Dorrian – chant (depuis 2014)
- Tim Bagshaw - guitare (depuis 2014), basse (2014-2016)
- Leo Smee - basse (depuis 2016)
- Alex Thomas - batterie (depuis 2016)

### Anciens membres
- Mark Greening - batterie (2014–2016)

## Discographie
- 2015 : With the Dead
- 2017 : Love from With the Dead